# Poyaud
Moteurs Poyaud - actuellement Wartsila France  a été fondée en 1918 par Abel Poyaud qui, à l'origine, était spécialisée dans la construction de petits moteurs à essence pour équiper l'industrie laitière de sa région. Devenue par la suite un important fabricant de moteurs thermiques, avec une gamme de puissance, l'entreprise a diversifié ses productions vers les marchés maritimes (bacs transbordeurs, caboteurs, bateaux de pêche, vedettes à passagers, péniches fluviales, remorqueurs de port, etc.) et engins militaire moteurs de chars d'assaut.
Le site historique se trouve implanté à Surgères en Charente-Maritime mais l'entreprise actuelle, après bien des vicissitudes et des changements après une baisse d'activités et un rachat, n'est plus qu'un site de maintenance industrielle et non plus de production.
Poyaud est actuellement une marque de moteurs propriété de la société Quantiparts Hanzelaan et exploitée en France par Wartsila France.
Le siège social a été transféré de Surgères à Mulhouse en 2011.

## Historique
Dès 1909, Abel Poyaud installe un atelier de mécanique générale dans la rue Paul-Bert, aux portes du centre-ville de Surgères. Pour mener à bien son entreprise, il s'associe avec messieurs Pied et Peter, et en collaboration avec messieurs Merleau et Pontoise, ils fondent ensemble une société industrielle, la Société Surgérienne de Construction Mécanique, plus connue sous le sigle de SSCM.
À partir de 1927, la marque se lance dans la fabrication de moteurs à huile lourde, d'abord en semi-Diesel, puis en Diesel deux temps. Ces moteurs ont des puissances faibles de 5 à 40 chevaux. Les métaux sont fournis par une filiale, les Fonderies Charentaises situées aussi à Surgères - aujourd'hui disparues.
La fabrication de moteurs à quatre temps débute en 1945 dans l'usine dont les installations sont situées dans le quartier de la Gare, plus précisément au no 21, rue de la Gare, qui est le site historique de la marque. Celle-ci sera agrandie par phases successives de 1948 à 1970. La particularité du long mur d'enceinte donnant sur la rue jusqu'à une certaine époque, était que le nom  " MOTEURS POYAUD " était inscrit en relief, par le placement en décalé vers extérieur des briques pleines dont l'ensemble était construit. Ce détail a disparu lors de la projection d'un moucheté quand le mur fut rénové.
L'usine possédait un embranchement ferroviaire sur la ligne Poitiers - La Rochelle.
Dans sa période très prospère, comprise entre 1960 et 1974, l'entreprise SSCM connaît alors une très forte croissance. Face à l'augmentation rapide du carnet de commandes et à la diversification des produits, il s'avère que les locaux à l'étroit pour la production industrielle deviennent très rapidement inadaptés. C'est alors que les dirigeants de la société décident de déménager sur un site aménagé au nord à l'extérieur de la ville, dans la zone industrielle de La Combe, et y font édifier une usine neuve en 1974.
En 1975, avec la concurrence importante sur les marchés, la société est rachetée et intégrée au groupe français SACM (Société Alsacienne de Construction Mécanique), entreprise industrielle de moteurs située à Mulhouse.
En 1989, un nouveau rapprochement se fait avec le groupe finlandais Wärtsilä, qui rachète 100 % des parts en 1992 et l'entreprise porte désormais le nom de Wärtsilä France.
L'usine de la rue de la Gare est désaffectée et sera abandonnée en 1992, la friche industrielle sera rachetée par la commune de Surgères puis tous les bâtiments seront démolis. Les tas de décombres sont toujours en place sur le site en 2023. La commune a en projet la construction de logements sur cette emplacement. 
Le bâtiment en briques des anciens bureaux de la société POYAUD, situé au no 16 rue de la Gare, est conservé et occupé maintenant par le Conservatoire de Musique Intercommunal, et une halte garderie avec parking au rez-de-chaussée est installée sur l'arrière du bâtiment…
.

## Produits
À partir des années 1950, la marque Poyaud se développe principalement dans le domaine des moteurs marins, délaissant ses fabrications d'origine. Cet essor se fait au départ sur le plan régional d'une part, en raison de la proximité de l'usine pour les pièces de rechange et d'autre part, pour la maintenance en SAV des moteurs en place, et en cas de pannes, avec interventions rapides sur site par une équipe de mécaniciens, avec camion atelier.
La réputation de solidité et de longévité des moteurs de la gamme Poyaud a déjà franchi les frontières départementales et régionales à partir des années 1960 et 1970, avec des concessionnaires régionaux en Bretagne, sur la façade atlantique et sur la côte méditerranéenne. Il est commun que certaines embarcations dépassent l'âge de quarante ans, toujours équipées de leur moteurs Poyaud d'origine, ces derniers étant naturellement et régulièrement entretenus.
Avec une gamme, à l'époque, allant de 50 à 350 ch, de 4 à 6 cylindres en ligne, de 8 à 12 cylindres en V, ces moteurs équipent en première monte toutes sortes d'embarcations, allant de vedettes tous types aux bacs transbordeurs, en passant par des chalutiers de haute mer, petits bateaux de pêche artisanale, des dragues, des embarcations de servitudes, des remorqueurs et bien d'autres unités de la marine.
L'entreprise Poyaud dispose à cette époque d'une aire commerciale somme toute plutôt limitée puisqu'elle s'étend de l'estuaire de la Gironde à La Tranche-sur-Mer.
Dans les années 1960, l'entreprise élargit ses gammes de productions et commence à fabriquer le moteur MGO sous licence pour le matériel moteur de la SNCF :
Les moteurs de la marque équipent aussi :
- Des locotracteurs : séries Y 2200, Y 2400, Y 7100, Y 7400, Y 8000, Y 8400, Y 11200,
- Des autorails : séries X 210, X 240, X 4300, CP série 0300, Série 0300, Série 0350
- Des locomotives Diesel : séries BB 60001, BB 71000
- Le moteur Diesel auxiliaire du 1er Turbotrain expérimental, TGS
- Des moteurs pour groupes électrogènes de grandes puissances équipent également de grandes administrations, usines, immeubles de bureaux, cliniques, hôpitaux, laboratoires, complexes sportifs, salles de spectacles…

Puis, dans les années 1980, l'entreprise équipe l'armée de terre en développant les moteurs des chars d'assaut, notamment l'AMX-40 ou le char Leclerc.

## Effectifs
En 1966 : 180 personnes, avec bureau d'études, fabrications de modèles, atelier de fonderie, usinage des pièces, laboratoire d'essais de pièces avant production, montage et banc d'essais des moteurs, magasins de pièces détachées, agents de maîtrise et direction…
Depuis son dernier rachat en 1992, l'entreprise est davantage orientée vers la maintenance plutôt que la production, l'effectif a été réduit à : 426 personnes en 2017 contre 715 en 2004.